# Sanniquellie
Sanniquellie, in afrikanischen Sprachen auch Sangbui, Sanokole oder Sanokwele, ist die Hauptstadt des Nimba County in Liberia, Westafrika. Hier leben etwa 11.900 Einwohner, ein großer Teil der Bevölkerung ist muslimischen Glaubens.

## Beschreibung
Die Stadt Sanniquellie befindet sich im Norden Liberias, nahe der Grenze zu Guinea und der Republik Elfenbeinküste. Sie besitzt einen Bahnanschluss, einen Flughafen und ist Versorgungszentrum der Bergbauregion Nimba Mountains, die sich etwa 20 Kilometer nördlich befindet.
In der Region befinden sich regionale Stationen der Firestone Plantage, zahlreiche Reisfelder, auch Gemüseanbau und Früchte: Paprika, Gurken, Mais, Maniok, Kartoffeln, Tomaten, Erdnüsse, Ananas, Limetten, Mandarinen, Grapefruits, Orangen, Bananen, Mehlbananen, Mangos, Pflaumen sind bedeutsam. Zu den Handwerksbetrieben gehören Auto-Reparaturbetriebe, Zimmerleute, Schlosser, Klempner, Bäcker, Maurer, Schneider und Friseure. Größtes Unternehmen in der Stadt ist die Jungle Water Group.
Die Stadt ist Stützpunkt von UNO-Hilfsorganisationen und verfügt deshalb über eine gute Infrastruktur. In der Stadt befinden sich neben einem Kindergarten auch eine Grund- und weiterführende Schule und ein landwirtschaftliches Trainingszentrum.
Zu den Sehenswürdigkeiten des Ortes gehört die Kirche, die Moschee von Saniquellie das bereits erwähnte OAU Memorial Place und das ehemalige Queen’s Theatre.

## Geschichte
In der Stadt trafen sich im Jahr 1958 die Präsidenten Liberias (William S. Tubman), Guineas (Ahmed Sékou Touré) und Ghanas (Kwame Nkrumah) zu einem viertägigen informellen Treffen, das heute als Tubman-Nkrumah-Touré Conference bekannt ist, und berieten über die Gründung einer politischen Organisation für den afrikanischen Kontinent (Panafrikanismus); an das Treffen, dem „Geburtsort“ der Organisation für Afrikanische Einheit und der Afrikanischen Entwicklungsbank, wird mit dem OAU Memorial Place im Stadtzentrum (Yekepa Parking) erinnert.
Das im Bürgerkrieg durch die Einheiten des Warlords Thomas G. Quiwonkpa zerstörte G.W. Harley Memorial Hospital wurde mit Unterstützung von Ärzte ohne Grenzen und dem Internationalen Komitee vom Roten Kreuz neu aufgebaut. Drei denkmalgeschützte Palaverhäuser, in denen sich 1959 die Präsidenten zu internen Beratungen zurückzogen, wurden bei den Kampfhandlungen ebenfalls niedergebrannt. Auch der ehemalige Rundfunksender wurde im Krieg zerstört.

## Sport
Die Stadt beheimatet den Fußballverein Nimba United FC, welcher 2015 Meister geworden ist.